# Transplantation cardiaque

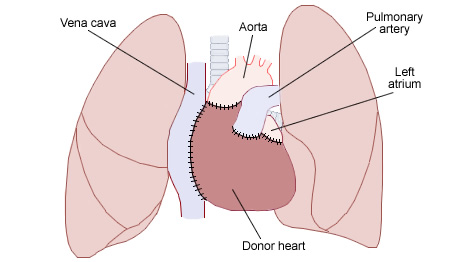
Schéma d'un cœur transplanté.

La greffe du cœur, ou transplantation cardiaque, est une intervention chirurgicale consistant à remplacer un cœur malade par un cœur sain, prélevé sur un donneur du même groupe sanguin.

## Historique

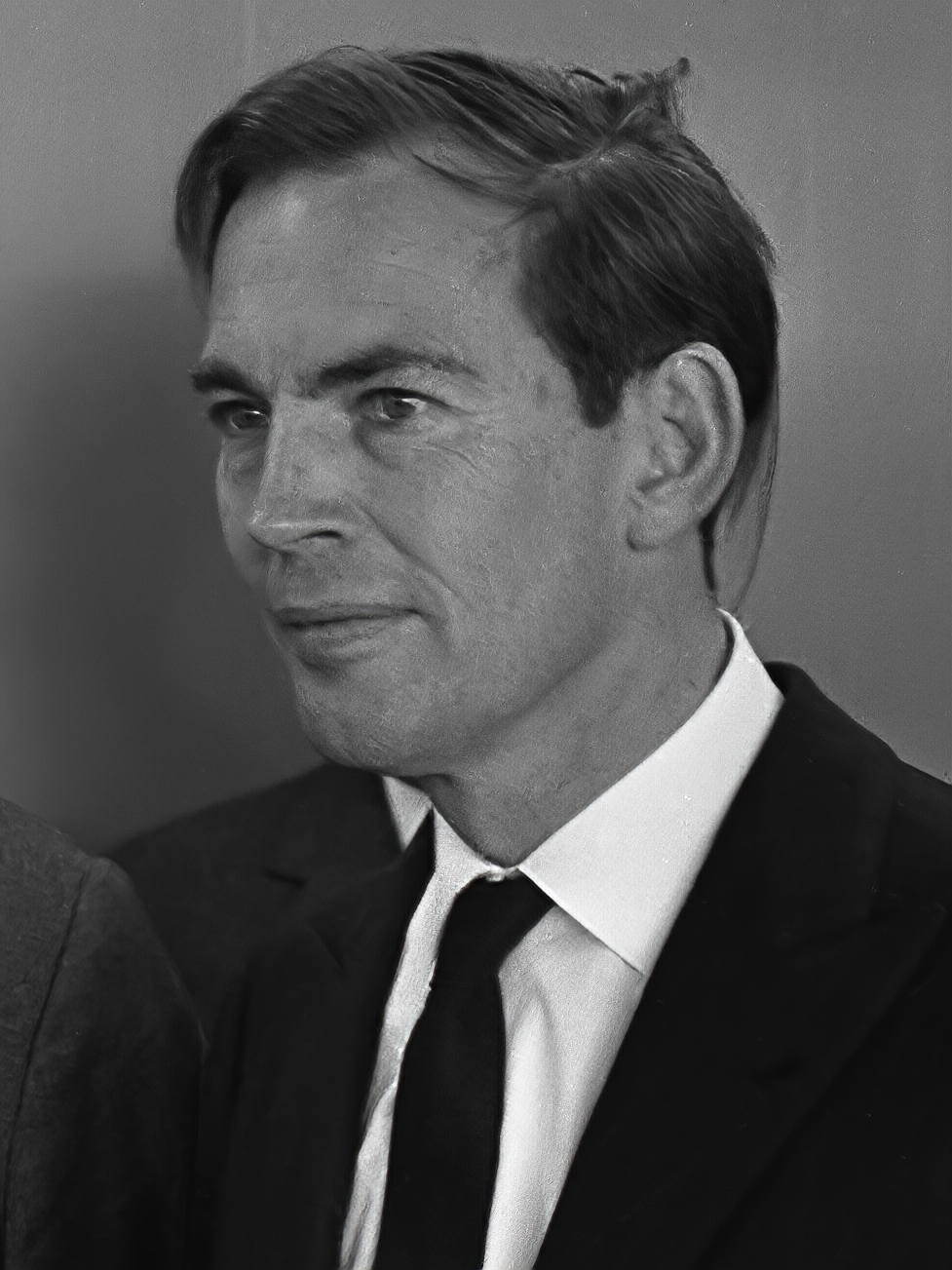
Christiaan Barnard, l'un des pionniers de la transplantation cardiaque.

La première transplantation cardiaque a été faite le 18 janvier 1964 par James Hardy (en), chirurgien américain à Jackson aux États-Unis. Il s'agissait d'une xénogreffe cardiaque : le cœur d'un chimpanzé avait été transplanté chez un patient avec insuffisance cardiaque en phase terminale. Cette intervention a été un échec car le cœur, dont la taille était inadaptée à la corpulence d'un adulte, n'a fonctionné que pendant une heure environ.
La première transplantation cardiaque utilisant un cœur humain a été faite par Christiaan Barnard, chirurgien cardiaque au Cap en Afrique du Sud, le 3 décembre 1967. Il est suivi par Norman Shumway aux États-Unis quelques mois plus tard.
En France, les pionniers en sont les professeurs Christian Cabrol, Gérard Guiraudon et Maurice Mercadier à l'hôpital de la Pitié-Salpêtrière, le 27 avril 1968. Le patient, Clovis Roblain, 66 ans, n'a survécu que 53 heures à la transplantation effectuée selon la méthode Barnard pour les sutures et une méthode inédite du Pr Cabrol pour la préservation du cœur prélevé chez le donneur par perfusion des artères coronaires.
Né à Lyon, M. Noêl Moissonnier, 34 ans, de Lons-le-Saunier, quatrième en France, a été transplanté à Lyon le 11 novembre 1968. Ce travail a été réalisé par l’équipe du professeur Michaud de la clinique de chirurgie cardiaque. Plusieurs de ses membres étaient allés au Cap pour rencontrer le professeur Barnard. Certains pensaient que la première française serait réalisée à Lyon. Les médecins du lyonnais s’interdiront de commenter l’opération, bannissant tout esprit de compétition et ramenant celle-ci la réalité de l’époque, celle d’un acte médical grave et extrêmement risqué.
Edmond Henry et son équipe, au service du professeur Jouve de la clinique Cantini à Marseille, greffent Emmanuel Vitria le 27 novembre de cette même année. Ce patient vivra 18 ans 5 mois et 13 jours après cette intervention.
Les premiers greffés, à de rares exceptions près, ne survivaient pas plus de quelques semaines à l'intervention, essentiellement en raison du problème des rejets : réaction de l'hôte contre le greffon considéré comme un corps étranger.
Les années 1970 voient deux progrès importants : la préservation des cœurs des donneurs grâce au froid, permettant d'effectuer le prélèvement à distance du lieu de la transplantation, et la biopsie endomyocardique permettant le diagnostic précoce du rejet : une sonde est introduite sous contrôle radiologique et sous anesthésie locale dans une grosse veine et poussée jusque dans le ventricule droit, permettant d'en prélever un petit morceau qui est examiné au microscope.
Les années 1980 voient apparaître les premières transplantations cœur-poumon ainsi que les premiers cœurs artificiels, posés le plus souvent en attente d'un cœur compatible. La ciclosporine, puissant immuno-suppresseur, apparaît durant la même époque, permettant d'améliorer significativement la durée de vie des transplantés.
En 1986, les professeurs Alain Carpentier et Gilles Dreyfus procèdent à la première transplantation d’un patient sous cœur artificiel en Europe (Lancet).
Le 7 janvier 2022, une greffe de cœur issu d'un cochon génétiquement modifié est accomplie à Baltimore, aux États-Unis. Cependant, le patient mourra deux mois plus tard, après une subite dégradation de son état quelques jours auparavant. Il subissait également des « épisodes infectieux fréquents », d'après Muhammad Mohiuddin, directeur scientifique du programme de xénotransplantations de l'hôpital de l'université du Maryland. Selon l’hôpital, la xénogreffe en question a toutefois « très bien fonctionné pendant plusieurs semaines ».

## Indication
La transplantation cardiaque est proposée aux patients porteurs d'une insuffisance cardiaque grave et irréversible, pour laquelle l'espérance de vie est limitée. Un bilan médical et psychologique complet est effectué afin de savoir s'il existe d'autres maladies pouvant rendre difficile la surveillance ou la prescription de certains médicaments. Après discussion du dossier, le patient est alors « mis sur liste de transplantation » : il est alors susceptible d'être appelé à n'importe quelle heure du jour ou de la nuit et devra se rendre dans le plus bref délai dans le centre de transplantation.
La transplantation cardiaque reste essentiellement limitée par la faible disponibilité des greffons don d'organe. Le nombre de transplantés (3 500 par an dans le monde) stagne alors que les besoins augmentent.

## Technique
La quasi-intégralité du cœur du receveur est ôtée après mise en place d'une circulation de suppléance (circulation extra-corporelle) : seul le toit de l'oreillette gauche est conservé, avec ses quatre veines pulmonaires. Le cœur du donneur est ensuite mis en place et suturé aux autres gros vaisseaux (aorte, artère pulmonaire, veines caves supérieure et inférieure), ainsi qu'au toit de l'oreillette gauche.

## Évolution
La probabilité de survie atteint presque 90 % à un an avec une durée de vie excédant fréquemment une dizaine d'années.
Les complications principales sont les mêmes que pour toutes transplantations :
- complications infectieuses secondaires à la chirurgie mais également à l'immuno-dépression induite par le traitement ;
- rejet du greffon par le système immunitaire du receveur, traité par une augmentation du traitement immuno-suppresseur. Ce rejet est diagnostiqué essentiellement par une biopsie endomyocardique (prélèvement d'un petit échantillon du ventricule droit à l'aide d'une sonde positionnée sous contrôle radiographique). Une méthode alternative est la détection de certains gènes dans les cellules mononucléaires sanguines dont la présence ou l'absence est fortement corrélé avec la survenue d'un rejet[7]. Cette dernière méthode semble aussi fiable que la biopsie endomyocardique et pourrait remplacer cette dernière[8]. Le rejet est plus fréquent dans les premiers mois après la transplantation ;
- la survenue d'un cancer, secondaire à cette immunosuppression, est également possible et constitue la deuxième cause de décès chez les greffés dont la transplantation remonte à plus de 5 ans[6].

À moyen terme, apparaît un athérome du greffon : les artères coronaires (appartenant au cœur du donneur) se rétrécissent et se bouchent, entraînant des infarctus du myocarde et une dégradation du greffon. Son mécanisme reste inconnu.

## Assistance ventriculaire
Lorsque l'état du patient, demandeur de transplantation cardiaque, se dégrade trop vite pour qu'il puisse raisonnablement attendre un donneur, une assistance ventriculaire peut être mise en place. Il s'agit d'une pompe mécanique assurant le débit cardiaque pendant, parfois, plusieurs mois. Dans de rares cas, la mise en repos du cœur du patient permet une récupération de sa fonction et donc le retrait de l'assistance ventriculaire sans qu'il y ait besoin de transplantation.
Dans d'autres cas, la pompe remplace totalement le cœur malade qui est enlevé. Il s'agit alors d'un cœur artificiel dont le modèle le plus connu reste le Jarvik (du nom de son inventeur Robert Jarvik) et dont les premiers modèles datent de la fin des années 80. Le pronostic reste cependant sombre avec près de 50 % de mortalité à un an mais permettant un retour à domicile dans un cas sur deux.
Les premiers modèles étaient de type pulsatile, imitant la contraction rythmique du cœur. Les modèles les plus récents sont à flux continu, le débit étant assuré par une pompe rotative.

## Activité sportive après transplantation
Un Allemand, Elmar Sprink, transplanté cardiaque en 2012, a réussi à terminer l'ironman de Hawaï en 2017(3,8 km de natation, 180 km de vélo et 42,192 km de course à pied). Il participe à la Transalpine-Run (de), ainsi qu'aux jeux mondiaux des transplantés.

## Quelques transplantés célèbres
- Emmanuel Vitria, transplanté en 1968 et décédé 19 ans plus tard.
- Charlotte Valandrey, actrice française.
- Max Meynier, animateur radio et comédien français transplanté en 1990 puis de nouveau en 2002 (cœur/rein).

## La transplantation cardiaque dans les œuvres de fiction
C'est le thème principal du livre Réparer les vivants de Maylis de Kerangal, paru en 2014, et du film qui en est inspiré, sorti en 2016.
Dans la série Netflix Chambers sortie le 26 avril 2019 (10 épisodes pour la première saison), thriller où l'héroïne principale vit avec le cœur transplanté d'une jeune femme accidentée.
Le manga Angel Heart met en scène une jeune fille ayant reçu le cœur de Kaori Makimura elle-même héroïne de la série City Hunter.
Dans le roman Blood Work de Michael Connelly, on apprend que l'ex-agent du FBI Terry McCaleb a subi une greffe du coeur, coeur ayant appartenu à une femme assassinée dont il recherche le meurtrier...